# Cerro Arequita
El Cerro Arequita es un cerro ubicado en Uruguay, en el departamento de Lavalleja, 12 km al norte de la ciudad de Minas. Desde el 2024 forma parte del Parque nacional Arequita, creado para su conservación y preservación. 

## Toponimia
El nombre Arequita proviene del vocablo guaraní araicuahita, que significa agua de las altas piedras de las cuevas, en referencia al agua que cae de forma constante en el interior de la gruta Colón (una de las 3 grutas del cerro), y cuya procedencia se desconoce.

## Características
El cerro Arequita es un macizo rocoso de 305 metros de altura, con su cima aplanada. Se levanta frente al cerro del Cuervo, siendo separados estos por el pasaje del río Santa Lucía, dónde se forma una laguna conocida como Laguna de los Cuervos. El cerro pertenece a la formación Arequita del período Cretácico Inferior, de la Era Mesozoica. De acuerdo al geólogo Jorge Bossi, el cerro data de aproximadamente 120 millones de años.
Dentro del cerro se encuentra la Gruta de Colón, que fue descubierta en 1872 por Pedro Carvallido y Juan Beracochea. Se trata de un estrecho espacio ubicado entre dos paredes rocosas. Sus paredes están revestidas por una capa de carbonato de calcio y el piso recubierto por guano. El final de la sala está recubierto por una corteza estalagmítica.
Sobre la falda empinada del cerro se halla una agrupación de ombúes, conocida como Isla de Ombúes. Estos árboles crecieron entre las piedras, con troncos de hasta un metro de diámetro y con copas frondosas. Se trata de la segunda agrupación más importante de estos especímenes en Uruguay. Esta agrupación es custodiada por el Ministerio de Ganadería Agricultura y Pesca.
Se puede escalar sin problemas desde el acceso a montes de ombues continuando el recorrido que lleva hasta la cima. Dicho acceso esta a 500 metros de la ruta 12. 
Para acceder a la gruta se debe pagar una tasa de ingreso con la cual un guía experimentado explica todo lo referente al cerro y la gruta. Dichos accesos están restringidos a no más de 50 personas y a los días sábado y domingo a las 11:30 y 15:30 como únicos horarios.

## Fauna
En el lugar existen especies como el tatú, la mulita, el zorrillo, el zorro, el gato montés, y el guazubirá.  En el río podemos encontrar carpinchos, lobitos y nutrias.  Encontramos, también murciélagos. En cuanto a las aves existentes en la zona mencionamos a los cuervos
de cabeza roja y de cabeza amarilla, pavita de monte,  calandria y chingolo.

## Imágenes del Cerro Arequita

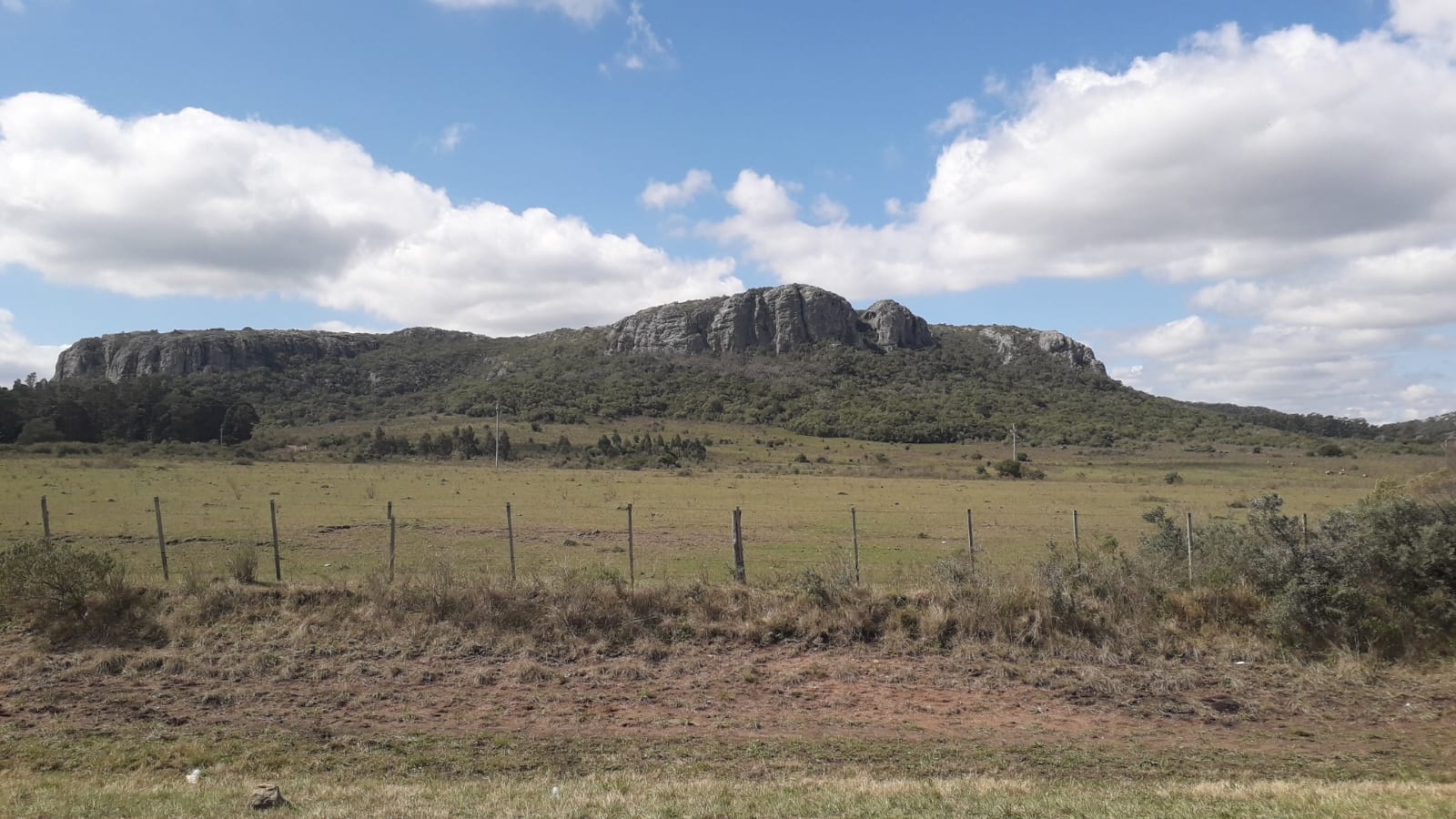
Vista del Cerro Arequita
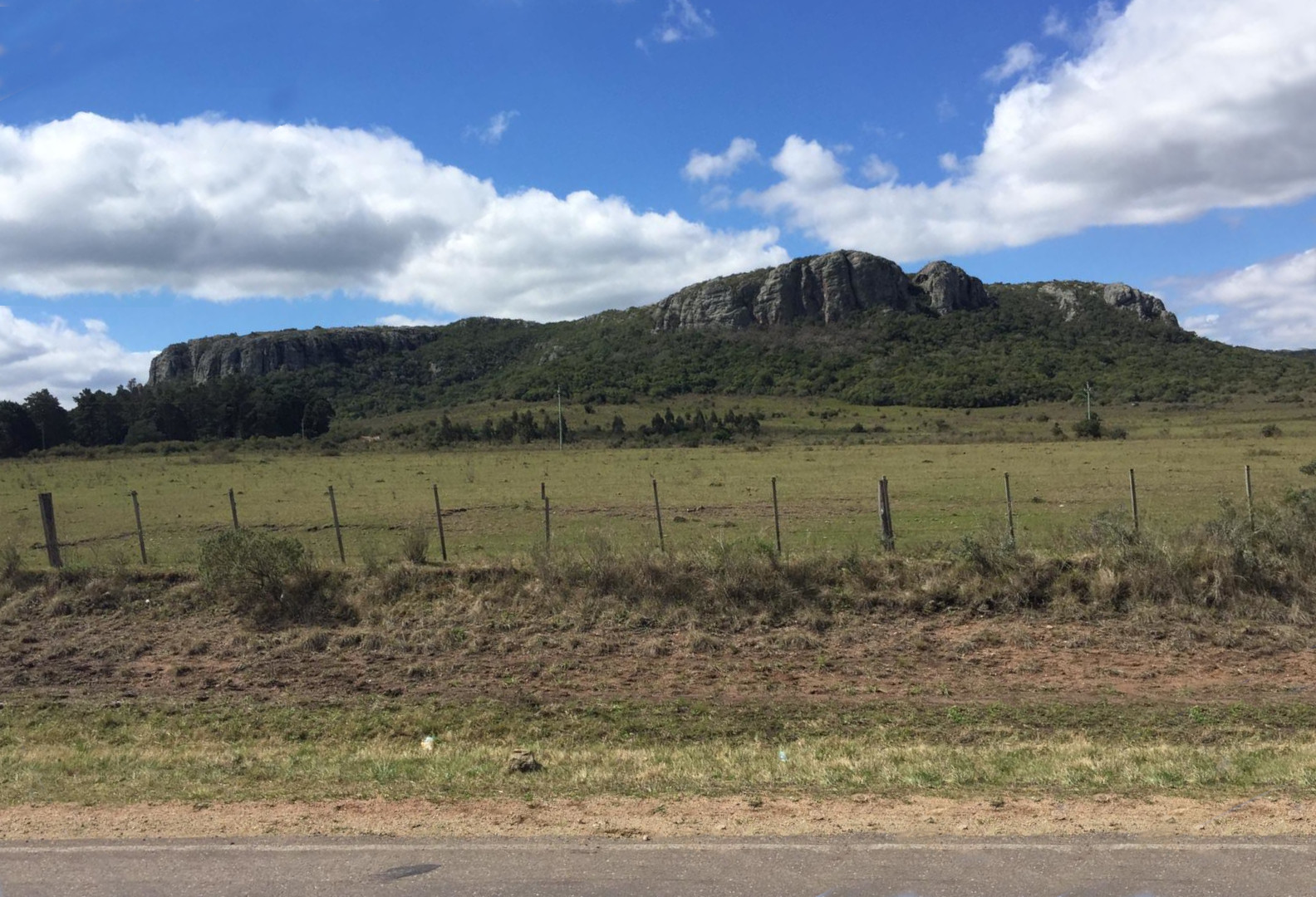
Vista del Cerro Arequita

## Afluente del Río Santa Lucía en el Parador Arequita

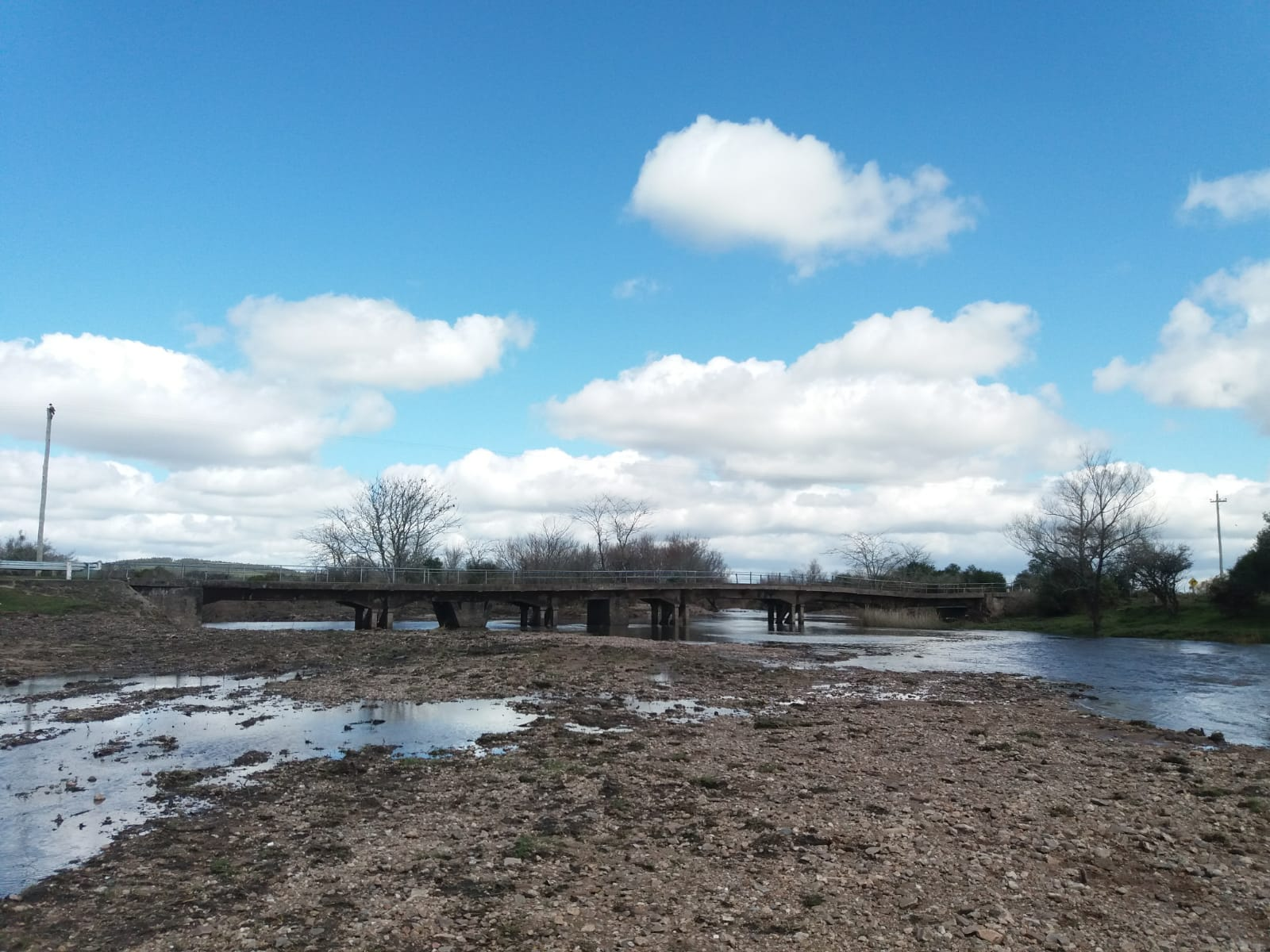
Afluente del Río Santa Lucía
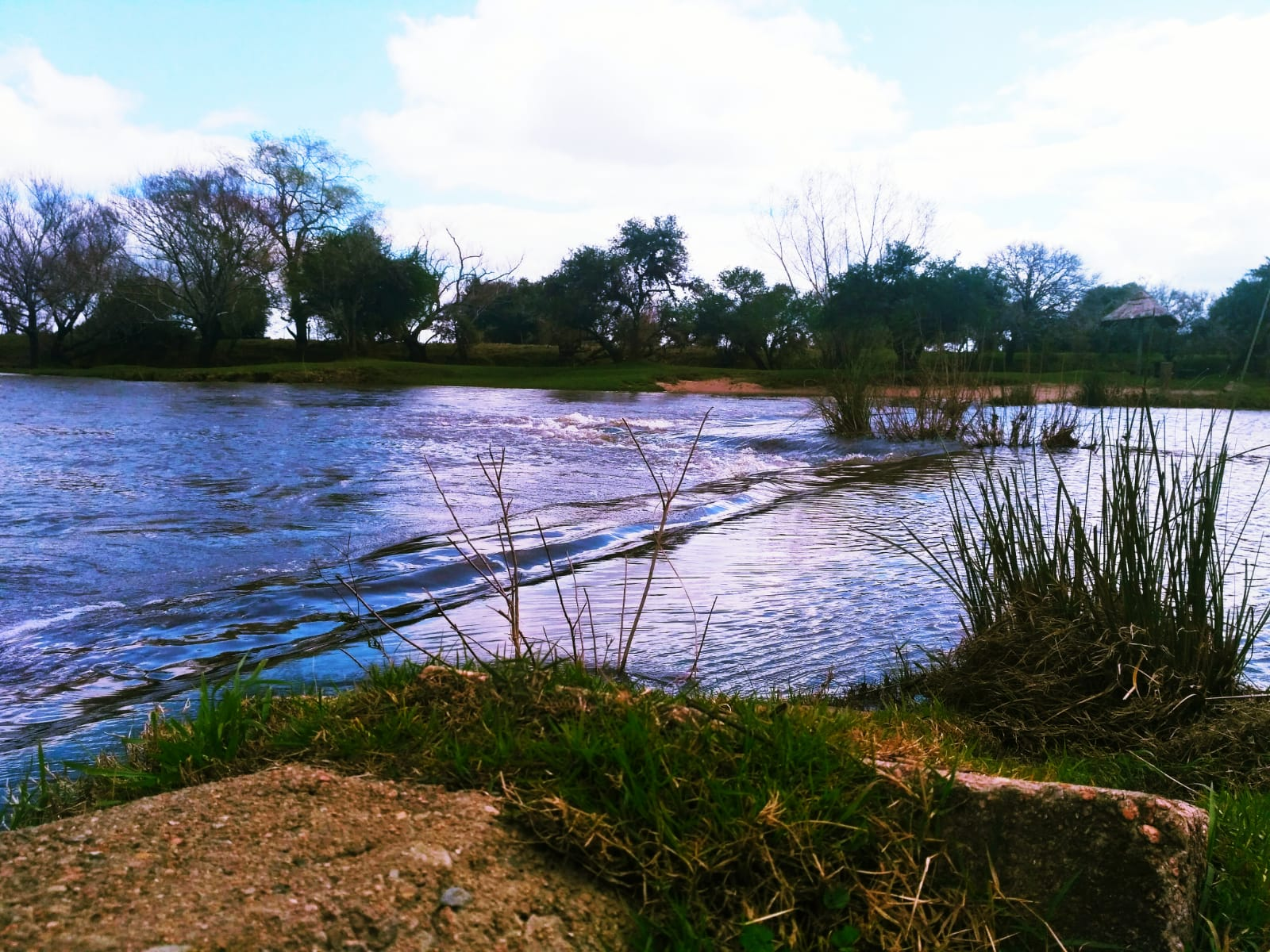
Panorámica del arroyo Arequita
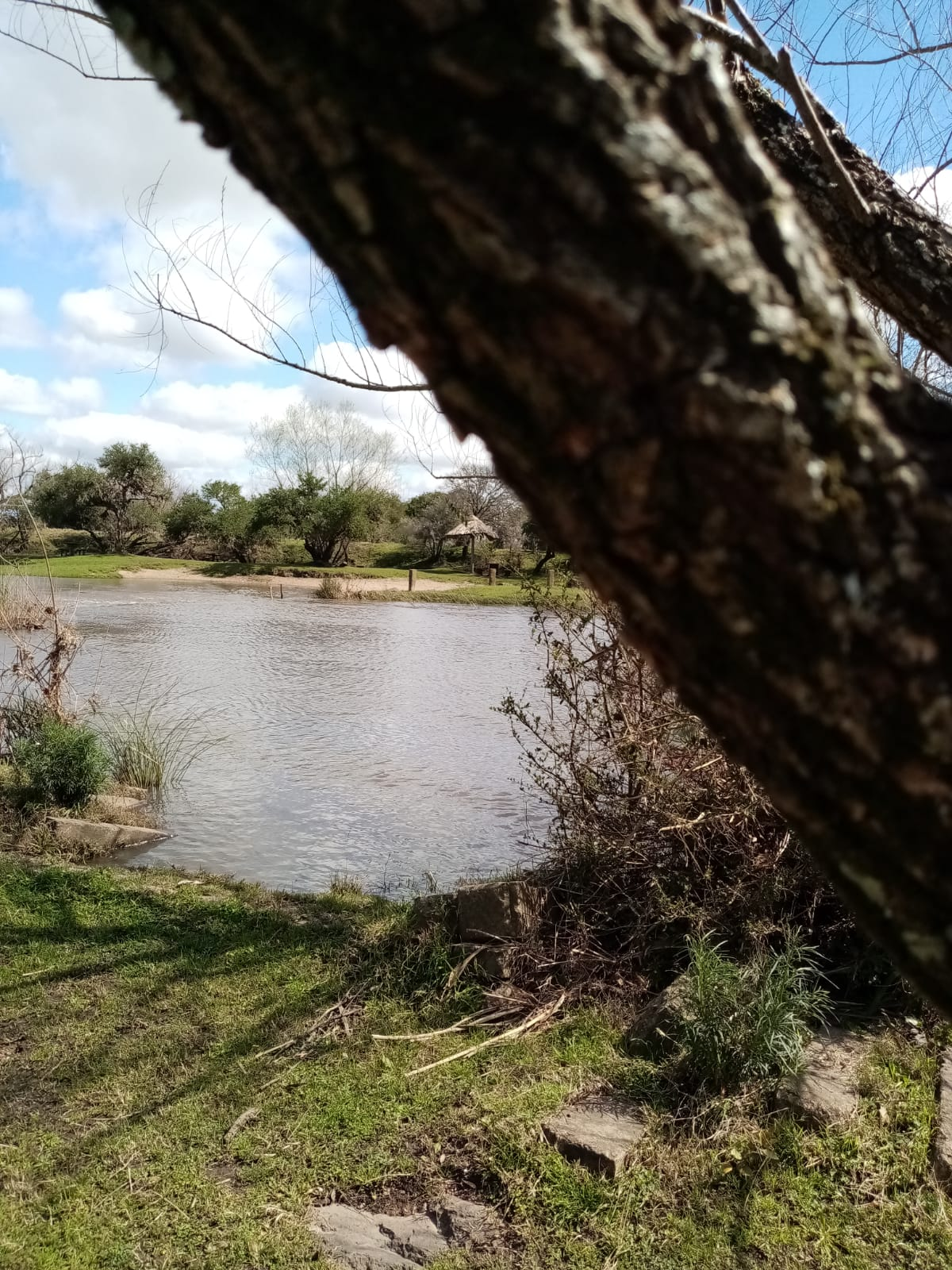
Arroyo Arequita
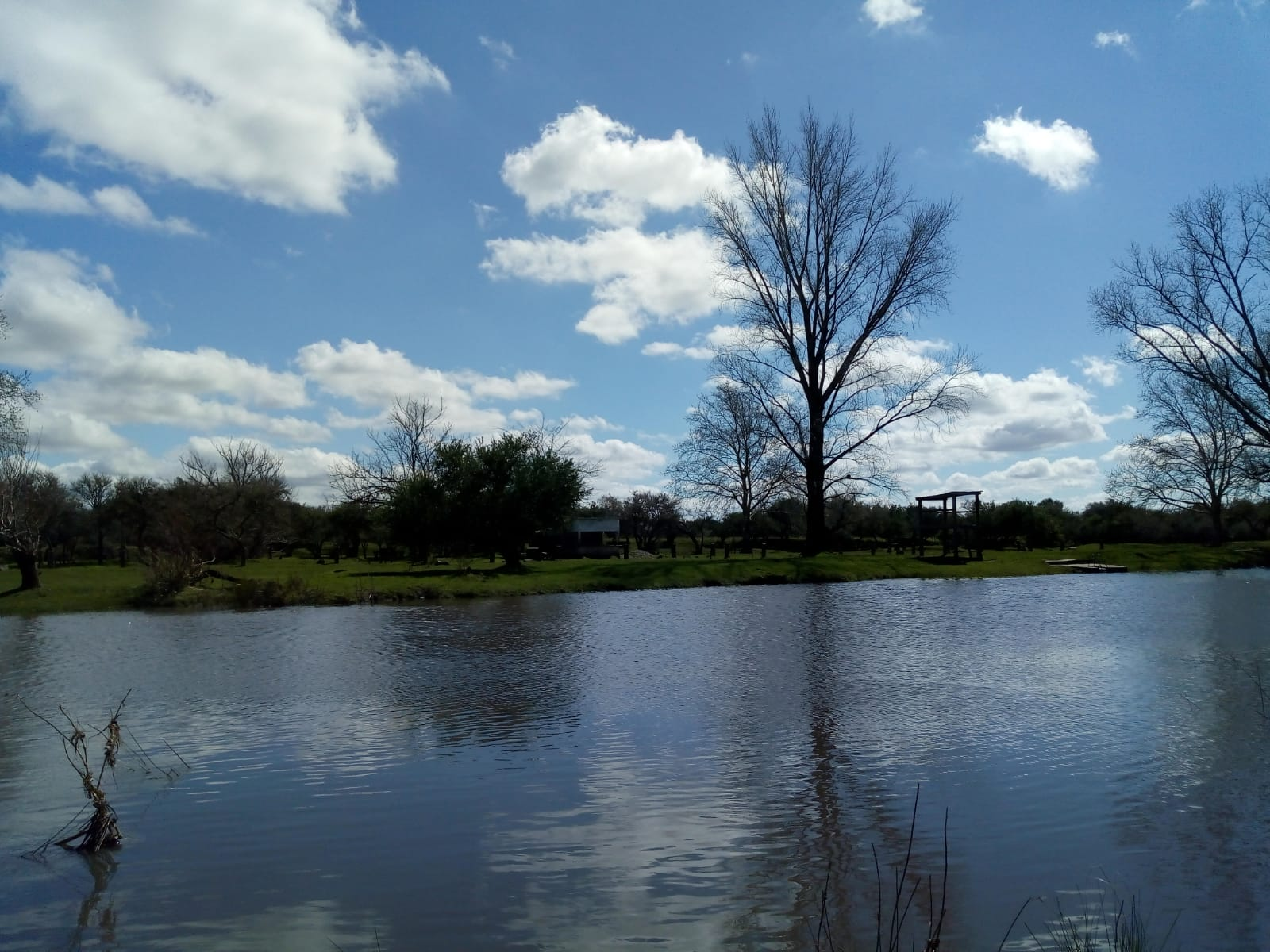
Afluente del Río Santa Lucía
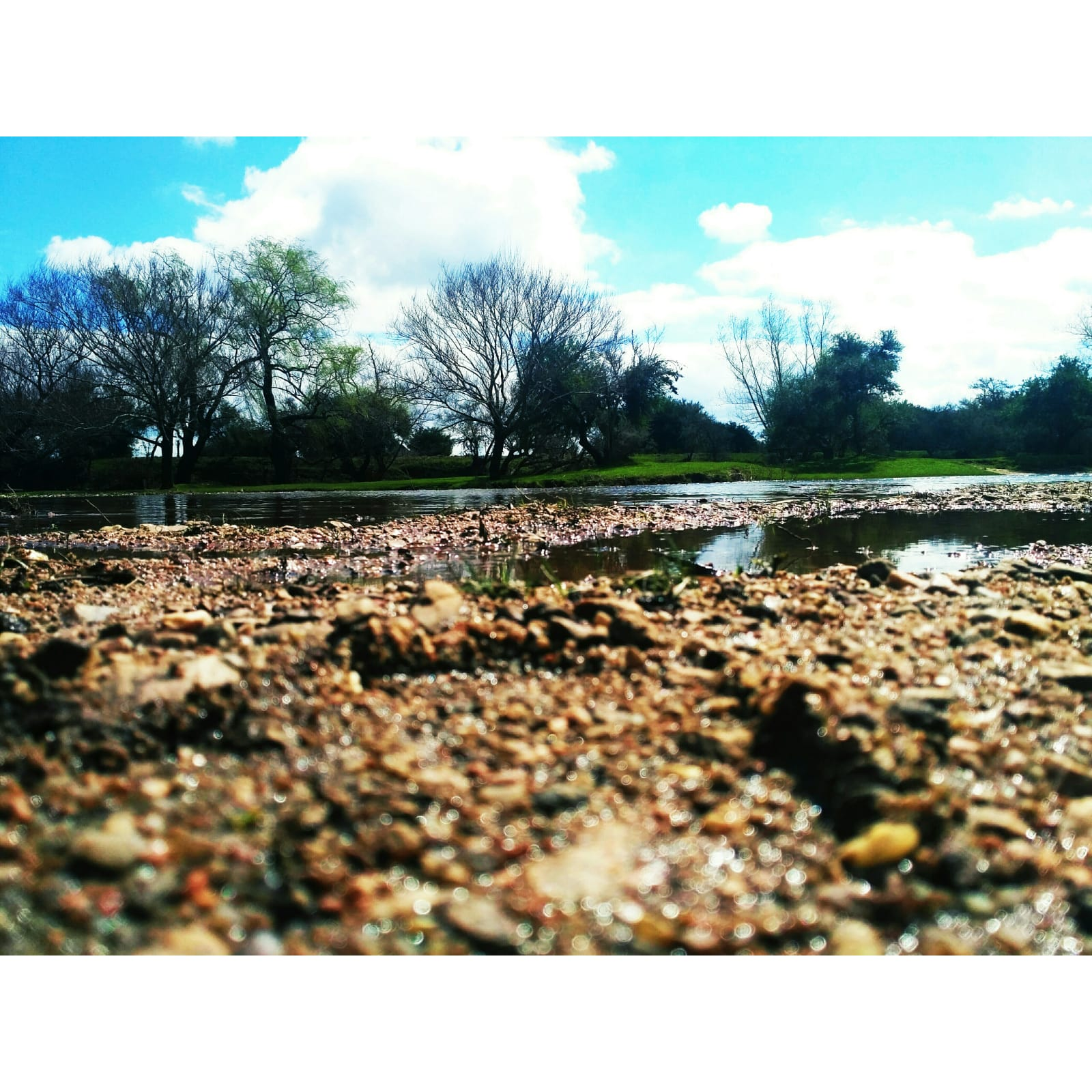
Suelo del arroyo Arequita
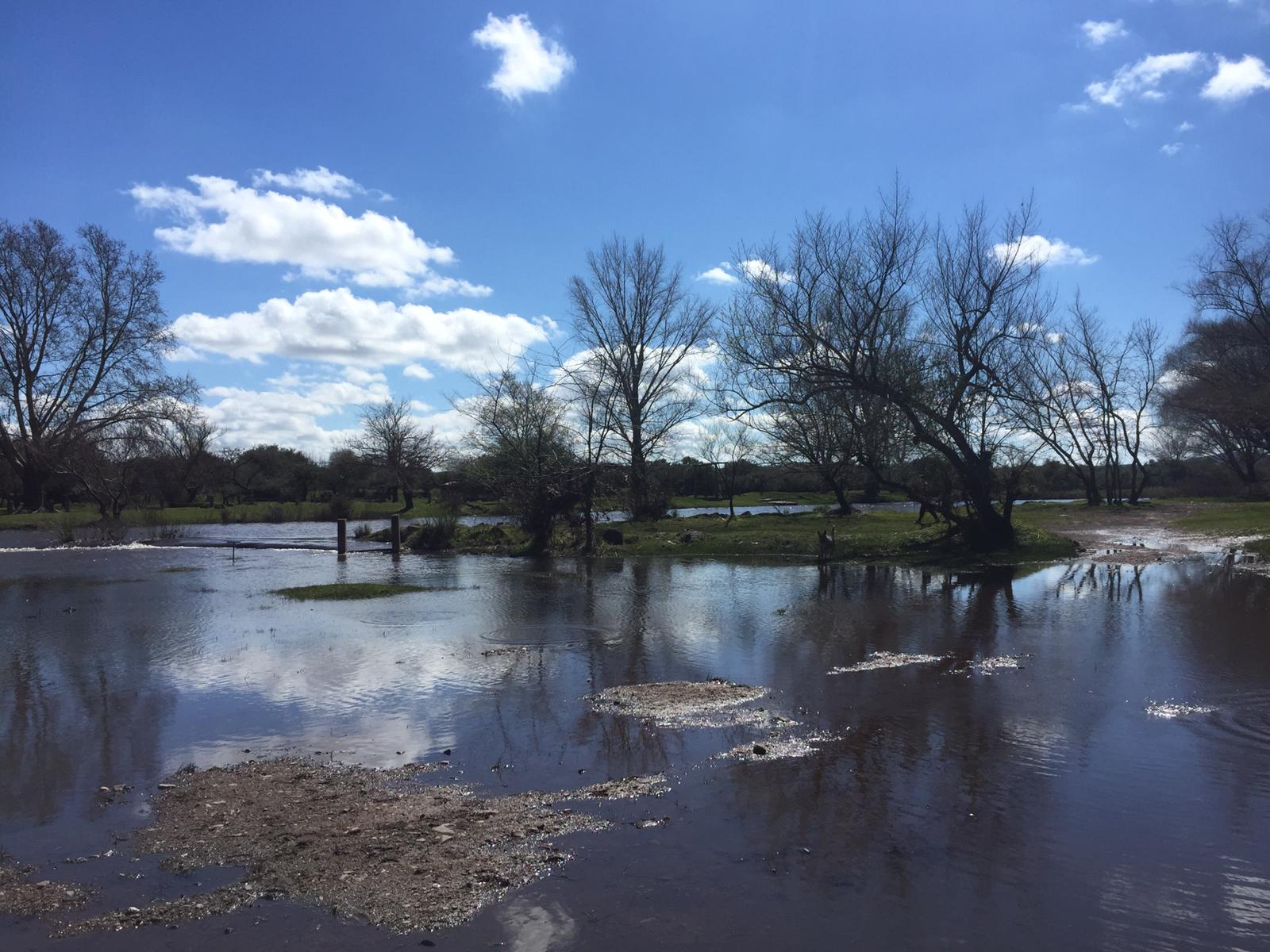
Vista Panorámica del Arroyo Arequita